# Latino Sílvio
Latino Sílvio foi, segundo a mitologia romana, o quarto rei de Alba Longa, no Lácio, cidade fundada por Ascânio, filho dos troianos Eneias e Creúsa. Era filho do rei Eneias Sílvio e o sucedeu no trono.
Segundo Dionísio de Halicarnasso, reinou durante 51 anos. Ocupou seu lugar, por sucessão, seu filho Alba Sílvio. Foi antepassado de Rômulo e Remo, fundadores de Roma.

## Nota
1. ↑  Dionísio de Halicarnasso, Antiguidades romanas, I, 72